# Вериня
Вериня (пол. Werynia) — село в Польщі, у гміні Кольбушова Кольбушовського повіту Підкарпатського воєводства.
Населення — 1577 осіб (2011).
У 1975-1998 роках село належало до .

## Демографія
Демографічна структура станом на 31 березня 2011 року:
|          | Загалом | Допрацездатний вік | Працездатний вік | Постпрацездатний вік |
| -------- | ------- | ------------------ | ---------------- | -------------------- |
| Чоловіки | 790     | 166                | 531              | 93                   |
| Жінки    | 787     | 149                | 470              | 168                  |
| Разом    | 1577    | 315                | 1001             | 261                  |